# Игор Доброволски
Игор Доброволски (на руски: Игорь Добровольский) е съветски и руски футболист и треньор. Почетен майстор на спорта на СССР (1989).

## Кариера
По време на дългата си кариера той играе за Нистру, Динамо Москва, Кастелон, Сервет, Дженоа, Олимпик Марсилия, Атлетико Мадрид, Фортуна Дюселдорф и Тилигул-Турас. През 1990 г. Игор Доброволски е смятан за един от най-добрите млади играчи в света. През 1993 г. печели Шампионската лига с Марсилия.

### Национален отбор
Играе за три различни национални отбора: СССР на Олимпиадата през 1988 г., където е носител на златен медал и завършва втори голмайстор с шест гола. Той също така участва със същия отбор на Световното първенство през 1990 г., след което представя ОНД на Евро 1992 и Русия на Евро 1996. Той отбелязва единственият гол за ОНД на Евро 1992, при 1:1 срещу Германия.

## Отличия

### Отборни
Олимпик Марсилия
- Лига 1: 1992/93
- Шампионска лига: 1992/93

### Треньор
Дачия
- Национална дивизия на Молдова: 2010/11
- Купа на Молдова: 2011